# 法泉寺 (鎌倉市)
法泉寺（ほうせんじ）は、室町時代に神奈川県鎌倉市法泉寺ヶ谷にあった臨済宗の寺院である。山号は竹園山。関東十刹であった。

## 歴史

### 臨済宗関東十刹
畠山国清の開基、素安了堂を開山とする。当寺の創始は畠山国清が1353年（文和2年）から1361年（康安元年）まで関東執事の職にあり、一方、素安了堂は1360年（延文5年）69歳で没しているので1353年（文和2年）以降、1360年（延文5年）までの間と考えられる。
「同砌如法写経讃」には「如法写経の勤行、朝夕慇懃の砌として...されば普賢大士十羅刹女、二聖二天三十番神、十二神将をのをの一々の擁護をたれたまふ」とあり、釈迦三尊安置の仏殿以下隆盛を誇る伽藍諸仏、諸天の様をしのばせる。
1351年（観応2年）11月20日当寺に対し武蔵国男衾郡崛戸郷の地頭職が安堵されている。
1353年（文和2年）畠山国清は、法泉寺の訴により、同寺領伊豆国狩野荘を交付せしめている。
1353年（文和2年）法泉寺長老は、伊豆国修善寺の殿堂を新築し、天下の太平を祈った功を足利尊氏より褒せられて静学坊を塔頭としている。
1361年（康安元年）陸奥国如法寺が当寺の末寺となる。
1363年（貞治2年）鎌倉御所基氏は当国下曽比郡を寄せている。
1386年（至徳3年）関東十刹に列せられた。近世の資料では、建長寺本末敗壊改派牒に「敗改十刹　相州鎌倉扇谷邑　法泉寺」とある。法泉寺が廃寺となった年は判っていない。
1547年（天文16年）北条氏の鎌倉代官大道寺盛昌が、法泉寺再興のために敷地として土地を寄進し、北条氏康の寄進地と合わせて三百疋の地を宝珠庵に渡し、翌1548年（天文17年）にこの替地を泉ヶ谷に与え、翌1549年（天文18年）には同所の竹木の伐採を禁じたりしているが、この再興がどうなったかは明らかではない。
東京都港区麻布の阿弥陀寺にある鐘は、もと法泉寺の鐘であり、銘は清拙正澄、鋳工は物部道光である。この銘によれば当寺の住職は素安了堂であった。